# New Ulm (Texas)
New Ulm es un lugar designado por el censo ubicado en el condado de Austin en el estado estadounidense de Texas. En el Censo de 2020 tenía una población de 285 habitantes y una densidad poblacional de 20,26 habitantes por km². Fue incluido como CDP en el censo de 2020.

## Geografía
New Ulm se encuentra ubicado en las coordenadas 29°53′32″N 96°29′25″O / 29.89222, -96.49028.Según la Oficina del Censo de los Estados Unidos,  tiene una superficie total de 14,07 km², de la cual 13,88 km² corresponden a tierra firme y 0,19 km² a agua.